# Província de Roma
La província de Roma  és una antiga província de la regió del Laci dins d'Itàlia. L'1 de gener de 2015 va ser reemplaçada per la Ciutat metropolitana de Roma Capital. La seva capital era Roma.